# Абдраев, Мукаш
Мукаш Абдра́ев (кирг. Мукаш Абдраев; 5 мая 1920, с. Чон-Джар, Пишпекский уезд, Семиреченская область, Туркестанская АССР, РСФСР — 1979, Фрунзе) — киргизский советский композитор. Председатель правления Союза композиторов Киргизской ССР (с 1967 по 1979). Заслуженный деятель искусств Киргизской ССР (1964). Народный артист Киргизской ССР (1974). Лауреат Государственной премии Киргизской ССР им. Токтогула (1974). Педагог. Профессор (с 1973). Общественный деятель. Депутат Верховного Совета Киргизской ССР 7-го созыва.

## Биография
Родился в селе Чон-Джар (ныне — Сокулукский район Кыргызстана).
Рано осиротев, его усыновил дядя по материнской линии — киргизский народный музыкант и певец Шаршен Термечиков. Детские
годы Мукаша Абдраева прошли в родном селе, а когда ему исполнилось одиннадцать лет, он вместе с родителями переехал во Фрунзе. После переезда семьи во Фрунзе в 1933 году он брал уроки игры на скрипке в музыкальной школе в классе А. И. Конопко. Позднее обучался теории музыки у дирижёра и композитора Петра Фёдоровича Шубина (1894—1948).
В 1944 году окончил Киргизскую студию при Московской консерватории (класс Г. И. Литинского, затем В. Г. Фере), затем поступил и в 1950 — Московскую консерваторию им. П. И. Чайковского по классу композиции С. H. Василенко.
С 1960 работал доцентом кафедры музыки Киргизского женского педагогического института. С 1967 — заведующий кафедрой теории и композиции Киргизского института искусств. Профессор (с 1973).
Избирался членом правления и секретарём Союза композиторов СССР, дважды был избран депутатом Верховного Совета республики. После его смерти в 1980 году, музыкальная школа в городе Бишкек была переименована в честь композитора.

## Награды
- орден «Знак Почёта» (01.11.1958)
- медали
- Почётные грамоты

## Творчество
Мукаш Абдраев один из наиболее ярких и самобытных композиторов Кыргызстана, автор опер, кантат, ораторий, оркестровой музыки, музыки к спектаклям, песен и др. Внёс весомый вклад в развитие профессиональной музыки Кыргызстана, обогатил её многими высокохудожественными произведениями.

## Избранные произведения
Оперы
- Молодые сердца (1953),
- Токтогул (совм. с А. Малдыбаевым, 1956),
- Олджобай и Кишимджан (1965)
- Перед бурей (1972);

оратория
- Сын кыргыза (1967);

кантаты
- Кыргызстан (1946),
- На родине Токтогула (1965)
- Неугасимая звезда (1972);

для оркестра
- В горах Тянь-Шаня (сюита, 1955)
- На Сусамыре (симфоническая поэма, 1965),
- Бек-Бекей (симфоническая картина,1965),
- Счастливый мой народ (вокально-симфоническая поэма,1970)
- Гимн труду (симфоническая поэма, 1971);

хоры
- Кыргызстан — дивный край (сл. Н. Байтемирова, 1946),
- Черноглазая (сл. К. Кумушалиева, 1947),
- Наша эпоха лучезарная (сл. Н. Джетикашкаевой, 1948)
- Девушка-чабан (сл. Т. Тыныбекова, 1968);

романсы
- Горю в огне любви (сл. К. Акаева, 1944),
- Другу труда (сл. Н. Джетикашкаевой, 1950),
- Дочь моя лучезарная (сл. С. Абдыкеримовой, 1966);

песни
- Республика моя (сл. А. Токомбаева, 1950),
- Студентке (сл. К. Акаева, 1951),
- Выбирай себе по любви (сл. Токтогула, 1964),
- Ленин — ум народа (сл. И. Исакова, 1970);

музыка к драматическим спектаклям и др.